# نونو ألفيس
نونو ألفيس هو رباع برتغالي، ولد في 8 فبراير 1973.

## وصلات خارجية
- نونو ألفيس على موقع الاتحاد الدولي (الإنجليزية)
- نونو ألفيس على موقع مشروع نتائج رفع الأثقال الدولية (الإنجليزية)
- نونو ألفيس على موقع IAT Database Weightlifting (الألمانية)
- نونو ألفيس على موقع أوليمبيديا (الإنجليزية)